# Сахле-Ворк Зевде
Сахле-Ворк Зевде (амх. ሣህለ ወርቅ ዘውዴ; 21. фебруар 1950) етиопска је политичарка која је од 2018. до 2024. године обављала функцију председника Етиопије и прва је жена која се налазила на тој позицији.
Часопис Forbes ју је сврстао међу 100 најмоћнијих жена на свету.